# George Epurescu
Gheorghe Epurescu, cunoscut ca George Epurescu (n. 10 martie 1970) este un scrimer român specializat pe spadă. Elev lui Marin Ghimpușan, a luat parte la Jocurile Olimpice de vară din 1992 și la cele din 1996. A fost campion național în 1995, 1997 și 2004. În prezent este antrenor de scrimă la CSA Steaua București și antrenor secund lui Dan Podeanu la lotul olimpic de spadă feminin a României.